# György Zádor
György  Zádor (Duka, 3 de julio de 1799-Pest, 17 de agosto de 1866) fue un escritor y jurista húngaro miembro de la Academia Húngara de Ciencias y de  Kisfaludy Társaság.
György Zádor asistió a escuelas en Pápa, Kőszeg y Győr, y a la universidad de Pest, donde conoció a Mihály Vörösmarty y comenzó a publicar con el pseudónimo Fenyéri Gyula. 